# Fujikyu Highland Skate Center
Het Fujikyu Highland Skate Center (富士急ハイランド　スケートリンク, ook Seiko Oval genoemd) is een ijsbaan in Fujiyoshida in de prefectuur Yamanashi in het midden van Japan. De openlucht-kunstijsbaan is geopend in 1985 en ligt op 874 meter boven zeeniveau. 
De schaatsclub Fuji-Kyuko is de gebruiker van de Fujikyu Highland Skate Center. De succesvolle schaatsster Seiko Hashimoto was lid van deze schaatsclub. Na haar bronzen medaille op de Olympische Winterspelen in 1992 - de eerste Olympische medaille van een Japanse ooit, werd de kunstijsbaan omgedoopt in Seiko Oval. In het clubhuis bevindt zich een schaatsmuseum waar de prestaties van Tomomi Okazaki worden geëerd.

## Nationale kampioenschappen
- 1986 - JK allround
- 2000 - JK sprint
- 2009 - JK sprint

## Fuji Five Lakes International Skating Center

### Nationale kampioenschappen
- 1980 - JK allround